# L'Aigle bleu
Pour plus de détails, voir Fiche technique et Distribution.

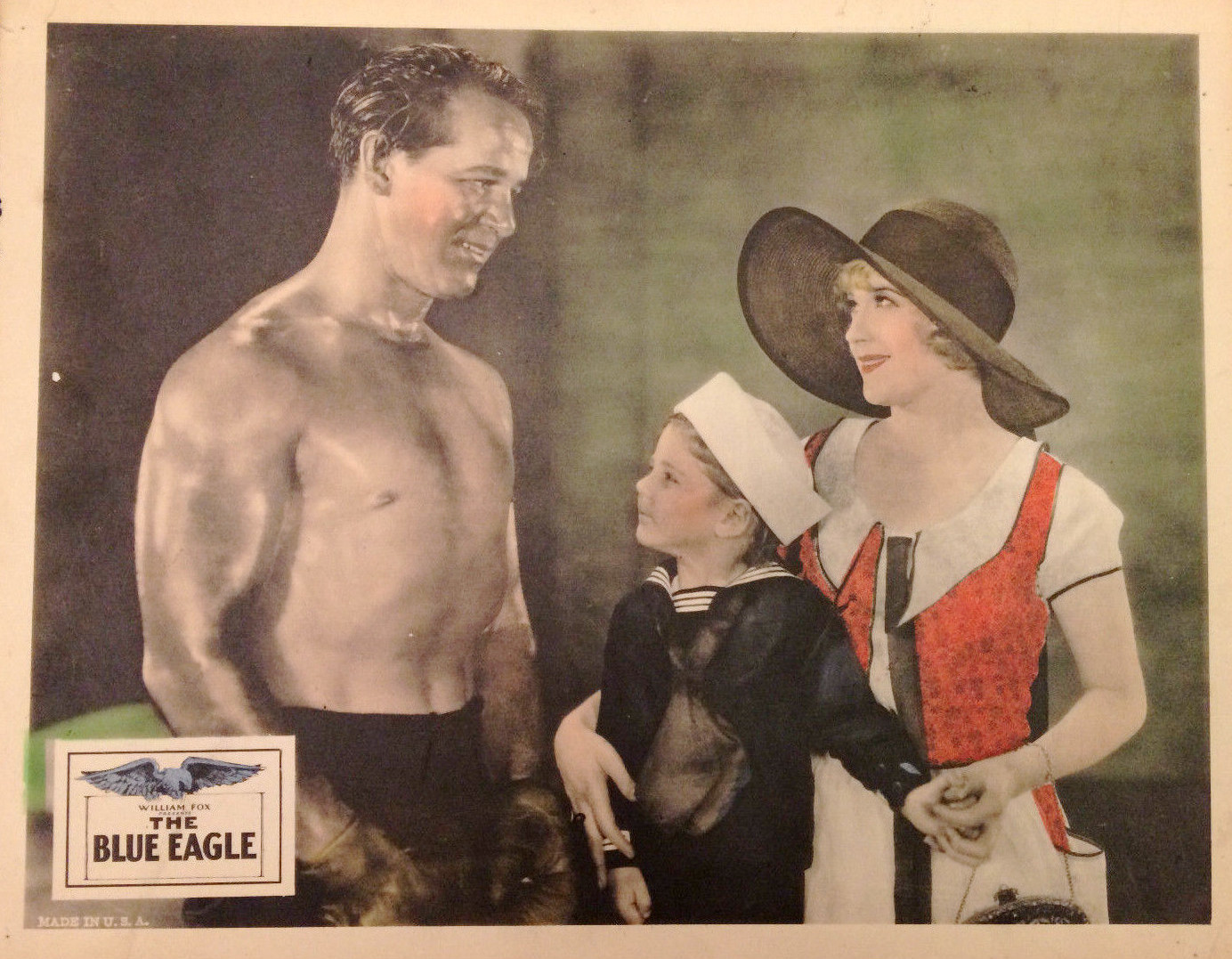

L'Aigle bleu (The Blue Eagle) est un film muet américain réalisé par John Ford, sorti en 1926.

## Synopsis
George D'Arcy et Tim Ryan, chefs de gangs rivaux, se retrouvent à travailler à la machinerie d'un bâtiment de l'US Navy pendant la Première Guerre mondiale. Pour un temps, leur rivalité à propos de politique, mais aussi à propos de Rose, une jeune femme, est mise en sommeil par la discipline à bord, mais l'aumônier du bord, le père Joe, décide finalement de les faire se rencontrer sur un ring. Le combat est interrompu par une attaque de sous-marin, mais l'attaque est repoussée. Après la guerre, leur dispute continue jusqu'à ce que des trafiquants de drogue tuent un des frères de George et un ami de Tim. Ensemble, George et Tim attaquent le repaire des trafiquants et font exploser leur sous-marin. Plus tard, sous les auspices du père Joe, un combat est organisé entre eux et George en sort vainqueur.

## Fiche technique
- Titre : L'Aigle bleu
- Titre original : The Blue Eagle
- Réalisation : John Ford
- Scénario : George Rigby, d'après la nouvelle "The Lord's Referee" de Gerald Beaumont
- Intertitres : Malcolm Stuart Boylan
- Photographie : George Schneiderman
- Production : William Fox[1], John Ford[2]
- Société de production : Fox Film Corporation
- Société de distribution : Fox Film Corporation
- Pays de production :  États-Unis
- Langue originale : anglais
- Format : Noir et blanc - 35 mm - 1,33:1 - Film muet
- Genre : Action et drame
- Durée : 58 minutes (7 bobines)
- Date de sortie :
  - États-Unis : 12 septembre 1926

## Distribution
- George O'Brien : George D'Arcy
- Janet Gaynor : Rose Cooper
- William Russell : Big Tim Ryan
- Margaret Livingston : Mary Rohan
- Robert Edeson : Père Joe Regan, l'aumônier
- Philip Ford : Limpy D'Arcy
- David Butler : Nick Galvani
- Lew Short : Capitaine McCarthy
- Ralph Sipperly : Slats Mulligan
- Jerry Madden : Baby Tom
- Harry Tenbrook : Bascom